# Демидовский сад (Ярославль)
Демидовский сад (бывший Вахромеевский сад) — сквер в историческом центре города Ярославля, на площади Челюскинцев (бывшей Парадной), между Советской площадью и Почтовой улицей. Назван по находящемуся в его центре Демидовскому столпу.
Входит в перечень особо охраняемых природных территорий Ярославской области.

## История
Парадная площадь появилась в 1778 году вследствие перестройки центра Ярославля по регулярному плану. Она была предназначена для проведения военных смотров и парадов. В 1829 году на пересечении площади с Воскресенской улицей была установлена памятная колонна в честь Павла Григорьевича Демидова, основателя первого высшего учебного заведения в Ярославле.

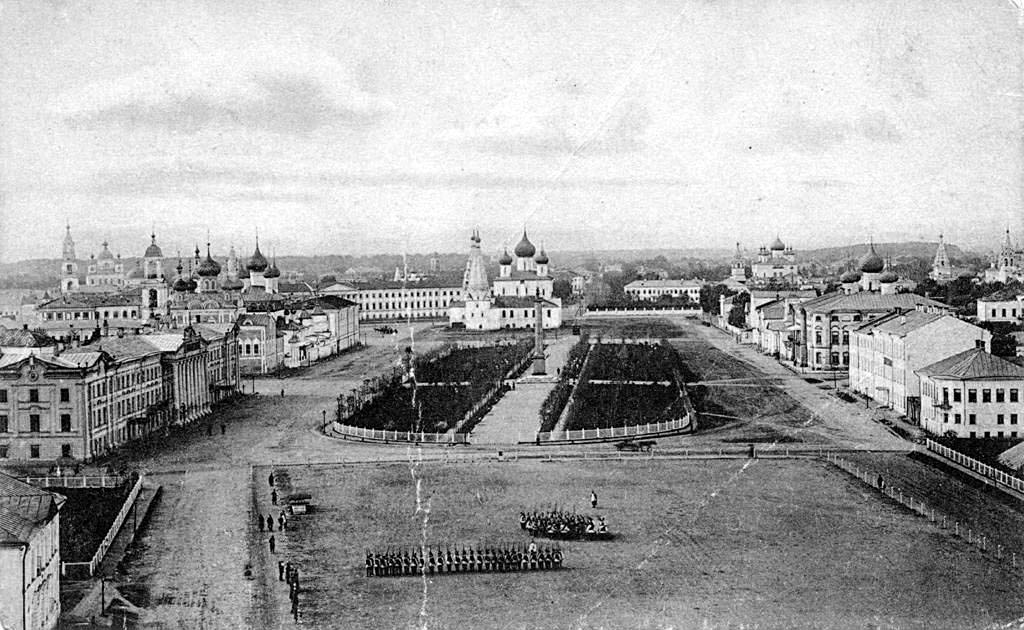
Вид на Демидовский сад с колокольни Успенского собора

В 1885 году городской голова Иван Александрович Вахрамеев на собственные средства разбил на площади сад, получивший в честь создателя название Вахромеевский. Со временем у сада появилось второе название — Демидовский, по стоявшему в центре парка столпу. Также встречалось название Ильинский сад, по находившейся рядом Ильинской площади.
В саду был обустроен фонтан, украшенный фигурой аиста (в советские годы птицу сменил Буратино, а затем — сфера с чашами).
В 1918 году коммунисты переименовали Парадную площадь в площадь Мира, в честь заключённого ими Брестского мира, а главную аллею сада — в бульвар Мира. В саду они соорудили памятник большевикам, застреленным ярославцами во время восстания. В 1919 году рядом с памятником производились захоронения красноармейцев, погибших при подавлении восстаний ярославских крестьян.
В 1931 году Демидовский столп был разрушен, а сам сад переименован в «сквер Братских могил». В 1934 площадь переименовали в площадь Челюскинцев, однако именование главной аллеи сада бульваром Мира было оставлено.
В 2005 году столп был восстановлен, а саду возвращено историческое название.